# Echinotriton andersoni
Echinotriton andersoni é uma espécie de anfíbio caudado pertencente à família Salamandridae. Endêmica do Japão.